# William Alexander Smith
Sir William Alexander Smith (né le 27 octobre 1854 à Thurso en Écosse - 10 mai 1914) est le fondateur du premier mouvement de jeunesse, la Boys' Brigade (1883).

## Biographie
À 19 ans, il rejoint l'Église et la même année devient soldat de première classe dans la 1st Lanarkshire Rifle Volunteers.
Vers 1883, il a atteint le grade de Lieutenant et enseigne à l’École du dimanche. La combinaison de ces deux activités l’amène à créer les Boys' Brigade le 4 octobre 1883 à la Free Church Mission Hall près de Glasgow. En 1909, il est anobli par le roi Édouard VII. 
Il meurt le 10 mai 1914 et est enterré à Glasgow. Il existe une pierre commémorative en son honneur à la cathédrale Saint Paul.